# 생마르탱의 기

생마르탱은 프랑스의 국기를 기로 사용한다.

생마르탱은 프랑스의 국기를 기로 사용하고 있다.

## 생마르탱의 비공식 깃발
생마르탱의 비공식적인 기로는 흰색 바탕에 생마르탱의 문장이 그려진 형태의 기가 사용되기도 하며, 가끔씩은 로고가 붙어있는 기를 사용하기도 한다.

## 또 다른 깃발

생마르탱의 비공식 기(잘못 알려진 기)
생마르탱의 비공식 기

## 같이 보기
- 생마르탱의 문장
- 신트마르턴의 기

1. ↑  이 국기는 생마르탱에서 발견된 적도 없으며, 생마르탱을 4번이나 방문한 사람 역시 "육지나 바다에 전시 된 적도 없고 누군가가 팔려고 내놓는 장면도 보이지 않았다."라고 하였다.